# Bliźnięta nie do pary
Bliźnięta nie do pary – amerykańska komedia z 1988 roku.

## Główne role
- Bette Midler – Sadie Ratliff/Sadie Shelton
- Lily Tomlin – Rose Ratliff/Rose Shelton
- Fred Ward – Roone Dimmick
- Edward Herrmann – Graham Sherbourne
- Michele Placido – Fabio Alberici
- Daniel Gerroll – Chuck
- Barry Primus – Michael
- Michael Gross – Dr Jay Marshall
- Deborah Rush – Binky Shelton
- Nicolas Coster – Hunt Shelton
- Patricia Gaul – Iona Ratliff
- J.C. Quinn – Garth Ratliff
- Norma MacMillan – Nanny Lewis

## Fabuła
W 1940 r. w miasteczku Jupiter Hollow w tym samym czasie urodziło się dwoje bliźniąt. Pierwsza para to córki biednej, miejscowej rodziny; druga to bogatych rodziców, którzy właśnie przyjechali. Pielęgniarka przez pomyłkę pomieszała je. 40 lat później bliźnięta ma połączyć ze sobą duży interes – zamknięcie fabryki w Jupiter Hollow.